# Уолфорд, Микки
Майкл Мур (Микки) Уолфорд (англ. Michael Moore (Mickey) Walford; 27 ноября 1915, Нортон, Стоктон-он-Тис — 16 января 2002, Шерборн, Юго-Западная Англия) — английский и британский хоккеист на траве, полузащитник; регбист, крикетист. Серебряный призёр летних Олимпийских игр 1948 года.

## Биография
Микки Уолфорд родился 27 ноября 1915 года в британском городе Нортон в графстве Дарем в семье бухгалтера.
Учился в школе Рагби, играл за её команды в регби, крикет и хоккей на траве. Был капитаном крикетной команды в 1934 году.
Осенью 1934 года поступил на учёбу в колледж Тринити в Оксфорде, играл за его команды по хоккею на траве, регби и крикету. Во время учёбы дважды участвовал в отборочных матчах сборной Англии по регби и, несмотря на то что его не выбрали, часто путешествовал с командой в качестве резервиста.
В 1935—1938 и 1946—1953 годах играл в крикет за команду Оксфордского университета и Сомерсет, провёл 97 матчей первого класса. Кроме того, в чемпионате малых графств в 1937 году выступал за Дарем, в 1953—1962 годах — за Дорсет, в составе которого завершил карьеру. Впоследствии занимался парусным спортом.
Провёл за сборную Англии по хоккею на траве 17 матчей, был капитаном команды.
В 1948 году вошёл в состав сборной Великобритании по хоккею на траве на летних Олимпийских играх в Лондоне и завоевал серебряную медаль. Играл в поле, провёл 5 матчей, мячей не забивал.
Жил в британском городе Шерборн, где до 1978 года работал учителем в местной школе. Уйдя на пенсию, работал финансовым консультантом
Умер 16 января 2002 года в Шерборне.